# الصفا (دبي)
الصفا هو حي يقع في إمارة دبي في الإمارات العربية المتحدة ويبلغ عدد سكانها 6,291 نسمة. تقع الصفا في غرب دبي، ويحدها من الشمال منطقة جميرا، ومن الجنوب حي القوز، ومن الشرق منطقة الوصل، ومن الغرب منطقة المنارة. يحد الصفا من الشمال الغربي والجنوب الغربي الطرق D 92 (طريق الوصل) وE 11 (طريق الشيخ زايد) على التوالي.
الصفا هي منطقة سكنية. يشكل التقاطع رقم 2 (تقاطع بيبسي) بطريق الشيخ زايد المحيط الجنوبي الشرقي للمنطقة. تنتهي منطقة الصفا عند التقاطع رقم 3. وتنقسم الصفا إلى مجمعين فرعيين - الصفا 1 والصفا 2، اللذان يضمان مجتمعات سكنية راقية للغاية. تشمل المعالم الهامة في الصفا مدرسة الإمارات الإنجليزية ومدرسة جميرا الإنجليزية ومدرسة جميرا الابتدائية. كما تضم المنطقة حديقة الصفا التي تعد من أهم الحدائق في دبي ومكتبة الصفا للفنون والتصميم التابعة لمكتبات دبي العامة.